# ナイト・オブ・ザ・スカイ
『ナイト・オブ・ザ・スカイ』（原題：フランス語: Les Chevaliers du ciel）は、2005年のフランスの航空アクション映画。原作は漫画「タンギーとラヴェルデュール」シリーズ。フランス版『トップガン』とも呼ばれる。

## 概要
フランス空軍の全面的な協力のもと、徹底的に実写にこだわって製作された。例えば、航空機の翼下の燃料タンクを改造してカメラを取り付けて撮影し、臨場感溢れる映像が全編に用いられている。また、アクションシーンでは廃棄予定だったミラージュIIIをミラージュ2000に見立てて爆破している。
原作は1959年から続く漫画「タンギーとラヴェルデュール」シリーズ（ジャン＝ミシェル・シャルリエ脚本、アルベール・ユデルゾ作画）。タイトルは二人の主人公の名字である。欧米諸国で長年にわたり愛読され、1960年代と1980年代にTV化されている。
映画の原題『Les Chevaliers du ciel（直訳：空の騎士達）』は、テレビ版で用いられたタイトルであり、邦題はこれを英訳したもの。

## ストーリー
航空機の見本市でもあるファーンボロー国際航空ショーの最中、突如ミラージュ2000が失踪。そこで、マルチェリ大尉とヴァロワ大尉（セブ）が緊急出撃する。二人は民間機の航跡雲（映画ではカタール航空のエアバスA340-600）に隠れたミラージュを発見するが、セブと戦闘状態になる。マルチェリはセブを救うため、地上基地からの中止命令を無視してR550ミサイルを発射しようとしたミラージュを機関砲で撃墜した。その後二人は、特殊任務飛行隊長：ベルトランと官僚のコステから、「失踪」したミラージュが防空テストのための任務を与えられており、彼らが同胞を撃墜したことを知らされる。特殊任務飛行隊への勧誘を受けた二人はこれを一蹴するが、調査終了まで飛行を制限され、米国からの新兵を訓練する閑職にまわされる。米国からの新兵とは、官能的なへジェットと、ボスニアでマルチェリと恋仲にあったキャス、二人の女性パイロットだった。
ベルトランは、米国のF-16に対する仏軍機の優位性を武器商人に示すためのキャノンボール・レースへの参加を独断で決定し、官邸もパイロットを事前に除隊させることを条件にこれを追認する。ベルトランとコステは、マルチェリの撃墜判断が極めて的確だったと言う報告を受けるが、ベルトランは彼を除隊させるために証拠映像を捏造しようとする。コステはマルチェリを説得しようとするが、マルチェリは複座戦闘機にコステを同乗させ、模擬空中戦を体験させる。結局、軍法会議でコステは協力せず、また捏造された映像が証拠採用されたためマルチェリは軍籍を剥奪され、セブも共に除隊して友情を示す。3ヶ月後、多くの航空会社から就職を断られた二人は、リゾート地ロワイヤンで遊覧飛行のパイロットをしていた。長閑な日々に耐えられず先に飛び出したセブの案内で、コステはマルチェリの説得に訪れ二人は深い仲となる。
かくしてレースに参加することになったマルチェリとセブ、そしてかつての同僚だったiPodとキャスの4人は、複座1機、護衛の単座2機の3機のミラージュで飛び立つ。一方、欧州の戦闘機パイロットが複数行方不明になっていることが判明する。レースはフランス側が有利であったが、給油が妨害され、着陸を余儀なくされたところでマルチェリとセブは捕虜にされる。iPodは殺され、キャスも何処かへ連れ去られた。マルチェリとセブは複座機で脱出し、単座1機を撃破した上でフランス本国へ帰還。名誉を回復し、軍へ復帰した。
その頃、残りの単座機は極秘のうちにパリ近郊へ運び込まれていた。敵が既に侵入しているとみたマルチェリとセブは、ミラージュを駆って欧州サミットが開催されているパリ上空へ飛び立つ。

## キャスト
| 役名                           | 俳優                         | 日本語吹替 | TACネーム        |
| ------------------------------ | ---------------------------- | ---------- | ---------------- |
| アントワーヌ・マルチェリ大尉   | ブノワ・マジメル             | 石川禅     | ウォークマン     |
| セヴァスティアン・ヴァロワ大尉 | クロヴィス・コルニヤック     | 内田夕夜   | ファーレンハイト |
| エステル・キャス大尉           | アリス・タグリオーニ         | 湯屋敦子   | ピットブル       |
| ベルトラン                     | フィリップ・トレトン         | 原康義     | -                |
| マエル・コステ                 | ジェラルディン・ペラス       | 岡寛恵     | -                |
| “iPod”                         | ジャン＝バティスト・ピュシュ | 船木真人   | iPod             |
| レッドグレイヴ夫人             | フィオナ・カーゾン           | 大西多摩恵 | -                |

## 登場機
- ミラージュ2000-5
- エアバスA340
- C-135 (航空機)
- E-3 (航空機)
- C-160 (航空機)
- アルファジェット (航空機)